# Găvănoasa, Cahul
Găvănoasa (până în sec. XIX - Greceni) este un sat în raionul Cahul, Republica Moldova, reședința comunei cu același nume. Satul este situat într-o vale de stepă, nu departe de râulețul Cahul, țărmul căreia prezintă o regiune delurită, ce trece de la vest în stepa Bugeacului.

## Istoric
Pe pământurile care aparțin actualmente comunei Găvănoasa oamenii au trăit din cele mai vechi timpuri. Cel mai vechi așezământ a fost datat cu mil.I î.e.n. care se afla la hotar cu orășelul Vulcănești. Aici locuia un trib care făcea parte din cultura eneolitică Gumelniță (a olăritului). Aceasta constituind un monument istoric ce a fost declarată ca monument ocrotit de stat. De asemenea la hotarele de sud a comunei trece „Valul lui Traian”, fiind la fel un monument istoric ( acesta a fost creat în apărarea Imperiului Roman). Pe lângă toate acestea satul ca așezare se presupune că a fost constituit de diferite grupe de ciobani din Ardeal, care au venit trecând cu turmele de oi și au rămas cu traiul permanent. În epoca medievală pe teritoriul satului și-au avut drumul multe popoare, dintre care romani, ucraineni, turci, greci, bulgari, ceea ce demonstrează de ce populația de astăzi din sat este multietnică, desigur impactul l-au avut și alte evenimente din epoca modernă și contemporană.
Cele mai timpurii rămășițe au fost descoperite la 1,5 km la sud de marginea satului și la 0,5 km la nord de or. Vulcănești (astăzi). Această așezare a fost descoperită de vestita savantă din Moscova, Tatiana Passek. Săpăturile au fost realizate împreună cu arheologul moldovean V.S.Beilikci în an.1969. Au fost descoperite lucruri interesante care ne dovedesc și ne vorbesc despre ocupațiile și meșteșugurile populației din valea râului Cahul. Au fost găsite numeroase fragmente de amfore și ulcioare prin rămășițele locuințelor antice, chiar și vase voluminoase pentru păstrarea vinului, după cum s-a determinat acestea au fost sculptate cu mâna fără utilizarea cercului de olărie. Aceste vase erau vopsite cu culori aprinse și având ornamente în formă de cupe preluate de la romani. Aceste descoperiri au demonstrat că ocupația de bază a populației băștinașe era vinificația. Desigur pe lângă vinificație, s-au găsit și alte rămășițe ca oase de animale și semințe de grâne prin ulcioare de lut, care dovedesc faptul că populația se mai ocupa cu creșterea ovinilor și agricultura. Creșterea ovinelor era o ocupație tradițională ce se transmitea din generație în generație, fiind prezentă până și-n zilele noastre. Vinificația ca ocupație de bază era prezentă pe pământurile unde în prezent este situat satul „Găvănoasa”, din timpurile străvechi până în zilele noastre, probabil în mare parte aceasta a și influențat asupra denumirii satului, ceea ce în traducere din limba latină cuvântul „gavanos” – desemnează vas de lut smălțuit. În toponimica Moldovei de sud astfel de denumiri erau puse nu întâmplător dar în dependența unui gen anumit de ocupație a populației băștinașe, în cazul satului „Găvănoasa” legat de vinificație. Denumirea satului nu a fost de la început așa, în anul 1489 – această așezare a fost atestată sub numele de „Tintu”. Publicarea primelor date despre sat sunt publicate în jurul anului 1774. Deja colonizarea acestei localități începe odată cu anul 1800. Se atestă în urma colonizării o creștere a diferitelor naționalități în rândul populației, dintre care greci, ucraineni, turci, bulgari, albanezi. Până la „Găvănoasa” ce a fost atestat ca sat în sec. al XIX –lea, era încă un sat ce purta denumirea „Greceni” fiind sat mai vechi care datează din sec. al XVIII –lea și era situat acesta tot pe malul râulețului Cahul. Pe lângă satul Greceni, se mai atestă în 1878 satul Nicolăieni (astăzi Nicolaevca) și în anul 1880 Vladimirești (astăzi Vladimirovca). Dar în anul 1980 are loc unirea localităților Găvănoasa și Greceni, teritoriul rămânând sub denumirea Găvănoasa.
Pe parcursul anilor satele au evoluat, din punct de vedere demografic, socio-cultural, economic și teritorial-administrativ. Toate aceste schimbări au contribuit la formarea satului Găvănoasa ca comună. Acest fapt ne atestă următoarele mențiuni documentare:
- 1772. În satul Greceni era târg și se numărau 129 de locuitori, majoritatea români dintre care 89 scutiți de bir.
- 1774. Greceni, 92 de case, 76 de persoane scutite de bir.
- 1861. Greceni sat în comuna Găvănoasa.
- 1872. În satul Găvănoasa este construită o biserică din cărămidă
- 1878. Satul Găvănoasa în județul Ismail(pe atunci se afla sub protecoratul Basarabiei), cu 50 de case, 2 școli, 244 locuitori care dețineau 6911 desetine de pământ, 90 cai, 300 vite cornute mari, 1515 oi, 5 mori; Greceni, cu 23 case, 89 locuitori, 2 mori, 200 de vite cornute mari; 710 oi, 3039 desetine de pământ.
- 1878. Nicolăieni (astăzi Nicolaevca) este atestat ca sat.
- 1880. Vladimirești (astăzi Vladimirovca) este recunoscut ca sat.
- 1897. Satul Găvănoasa cu 570 locuitori, 301 bărbați și 269 femei.
- 1893. În satul Găvănoasa a fost deschisă o școală primară de către Atanasiu Mihail.
- 1899. Școala este dată de M. Atanasiu sub tutelarea Bisericii.
- 1904. Grecenii Vechi, comună rurală în județul Ismail(pe atunci se afla sub protecoratul Basarabiei) cu 98 de case și 920 locuitori; Grecenii Noi, sat în vecinătate, denumit mai târziu Găvănoasa, care avea 120 de case și 874 de locuitori.
- 1915. Satul Găvănoasa avea 600 de locuitori, iar la școală învățau 54 de elevi.
- 1918. La reforma agrară din (1918-1924) –doar 245 de locuitori din Găvănoasa au fost împroprietăriți cu 1464 ha 2546m² de pământ (fiecărui consătean aproximativ a câte 6 ha 10m²), iar pentru 28 locuitori din Greceni –cu 133 ha 7500 m² (fiecărui a câte aproximativ 5ha 268m²) majoritatea fiind asigurați cu loturi de casă și locuri de pășune.
- 1922. Găvănoasa, comună în județul Cahul, în apropierea or. Vulcănești, având 450 de case, 2290 locuitori, 3 școli primare(câte una la cele 3 sate subordonate teritorial-administrativ; (inclusiv sat. Vladimirești și Greceni),agent sanitar, poștă rurală, post de telefon, agenție de percepție fiscală, bancă populară, cooperativă de consum,3 mori de abur, moară de vânt, 4 cârciumi.
- 1923. Conform Statisticii din 1923, com. Găvănoasa număra 450 de case, 2300 de locuitori, 3 mori, 3 școli,4 crâșme, un restaurant, un ambulatoriu, o biserică, un sector de poliție, o primărie.
- 1930. Găvănoasa și Greceni, sate în județul Cahul, plasa Ioan-Voievod:

„Găvănoasa” cu 860 de locuitori: 416 moldoveni, 290 ruși,78 găgăuzi,46 bulgari,16 ucraineni,14 greci. „Grecenii” cu 132 de locuitori, dintre care 104 moldoveni si 28 ruși. 
- 1937. Găvănoasa, comună în județul Cahul, având împreună cu satele Greceni, Nicolăieni, Vladimirești și Pvelești 2334 locuitori, biserică, școală, dispensar medical, bancă populară, moară, 15 prăvălii, 4 cârciumi, târg de produse alimentare săptămânal.
- 1959. Găvănoasa, comună în raionul Vulcănești; 1086 locuitori în 1959 și 1280 locuitori în 1970;

Greceni, sat în comuna Găvănoasa, 107 locuitori în 1959, iar în 1970 – 313 locuitori.
- 1979. Găvănoasa, 1889 locuitori în 1979 și 1335 locuitori în 1989.
- 1994. „Dicționarul statistic al Republicii Moldova ”(Chișinău, 1994) indică pentru comuna Găvănoasa (inclusiv satele Nicolaevca și Vladimirovca) 440 gospodării individuale și 1308 locuitori(648 bărbați și 660 femei ), dintre care 737 moldoveni, 407 ucraineni, 69 găgăuzi, 42 bulgari, 30 ruși și 23 de alte naționalități. Având în jur la 1908 ha de terenuri agricole, o școală medie, 3 grădinițe de copii	 câte una în fiecare sat, casă de cultură, bibliotecă, oficiu poștal(codul 5317), oficiu de telecomunicații, magazie, cantină, stadion.
- 2005. Găvănoasa, comună în raionul Cahul. Populația comunei (inclusiv satele Nicolaevca și Vladimirovca) – 2545 locuitori. Terenuri agricole – 4691 ha(arabil–3113 ha, vii–615, livezi–116 ha). Liceul „Igor Crețu” se afirmă ca liceu în an.2005(director fiind Florea Luminița), gimnaziu, grădiniță de copii, casă de cultură, bibliotecă, oficiu poștal, magazie.

## Populația
Structură etnică
     moldoveni (52,47%)
     ucraineni (27,31%)
     ruși (2,16%)
     găgăuzi (13,27%)
     bulgari (2,16%)
     români (1%)
     evrei (0%)
     polonezi (0%)
     țigani (1,08%)
     alte etnii / nedeclarată (0,55%)
Conform datelor recensământului din 2004, populația localității este de 1.296 locuitori, dintre care 641 (49,46%) bărbați și 655 (50,54%) femei. Structura etnică a populației în cadrul localității arată astfel:
- moldoveni — 680;
- ucraineni — 354;
- ruși — 28;
- găgăuzi — 172;
- bulgari — 28;
- români — 13;
- țigani — 14;
- altele / nedeclarată — 7.